# Esomus ahli
Esomus ahli — вид коропоподібних риб родини данієвих (Danionidae).

## Поширення
Esomus ahli поширений у М'янмі. Зустрічається в стоячих водоймах (ставки, канави).

## Опис
Сягає 6 см завдовжки.